# Pháo đài VII
Pháo đài VII, tên chính thức là Konzentationslager Posen (được đổi tên sau này), là một trại hành quyết của Đức Quốc xã được thành lập tại Poznań ở Ba Lan do Đức chiếm đóng trong Thế chiến II, là một trong những pháo đài thế kỷ 19 bao quanh thành phố. Theo các ước tính khác nhau, khoảng 4.500 đến 20.000 người, chủ yếu là người Ba Lan từ Poznań và khu vực xung quanh, đã chết trong khi bị giam cầm tại trại.

## Thành lập
Pháo đài VII có tuổi đời hàng thập kỷ (còn được gọi là Pháo đài Colombia từ năm 1902-1918) là một trong những pháo đài phòng thủ được xây dựng quanh vành đai Poznań của chính quyền Phổ vào cuối thế kỷ 19, trong giai đoạn thứ hai của kế hoạch Festung Posen. Nó được xây dựng vào năm 1876 -1880 (với những cải tiến vào năm 1887-1888). Hiện tại, nó nằm ở phía tây của thành phố, tại . Polska trong khu phố Ogrody, một phần của quận Jeżyce. Trong thời kỳ giữa hai cuộc chiến tranh, nó được sử dụng cho mục đích lưu trữ.

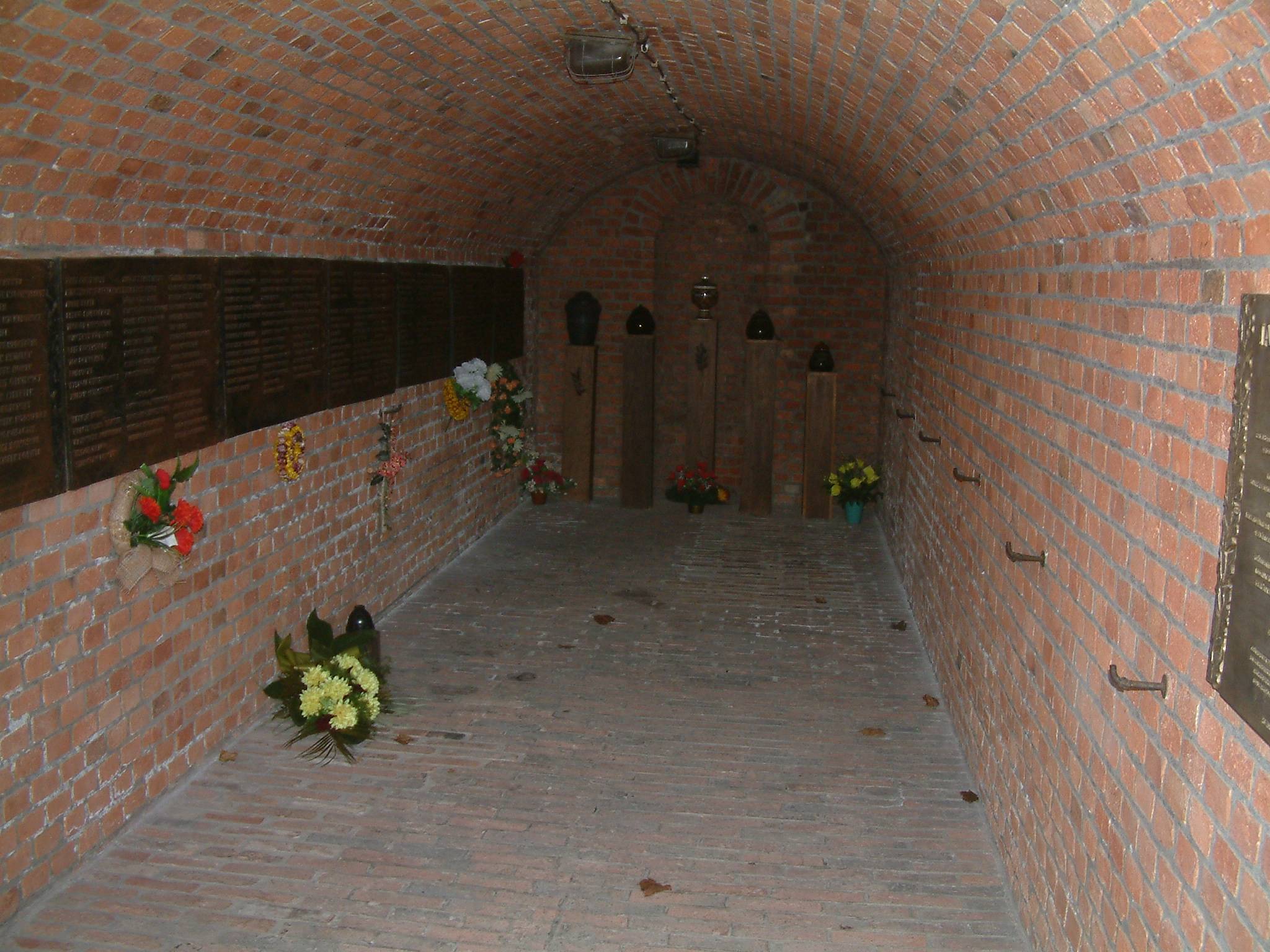
Buồng khí thử nghiệm tại boongke số 17

## Số tù nhân và người chết

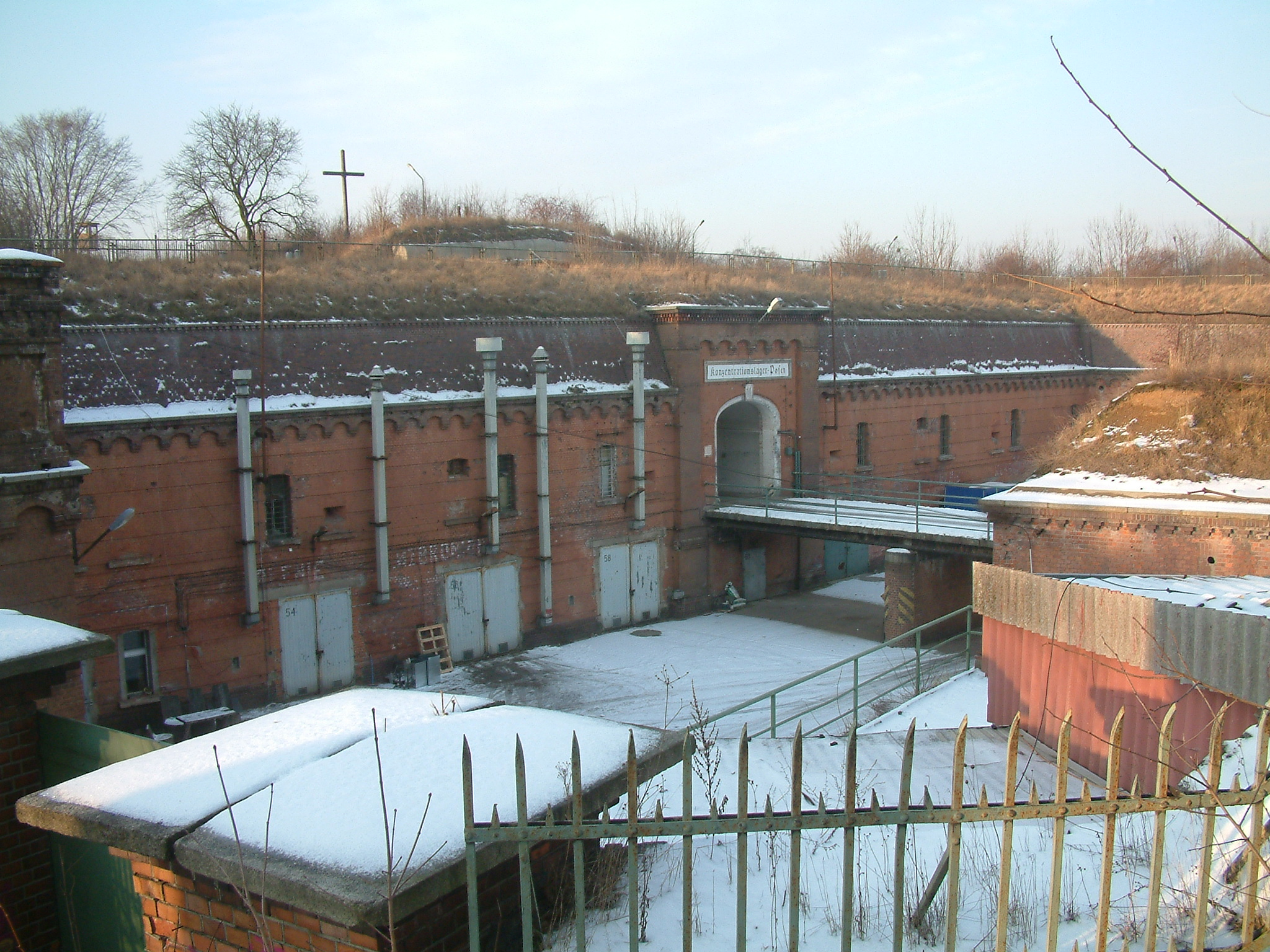
cổng chính

Trại có sức chứa khoảng 2.000 đến 2.500 tù nhân, được canh gác bởi khoảng 400 thành viên của SS. Có 27 trại giam cho nam và 3 cho nữ. Theo ước tính của Bảo tàng Bang Pháo đài VII, tổng cộng 18.000 tù nhân đã từng bị giam, trong đó có 4.500 người chết. Các ước tính khác đưa ra tổng số tù nhân lên tới 45.000 và số người chết là khoảng 20.000. Những cái chết là kết quả của một trong hai vụ xử tử: bao gồm bắn, treo hoặc ngạt khí; ngược đãi, tra tấn và bệnh truyền nhiễm.

## Điều kiện

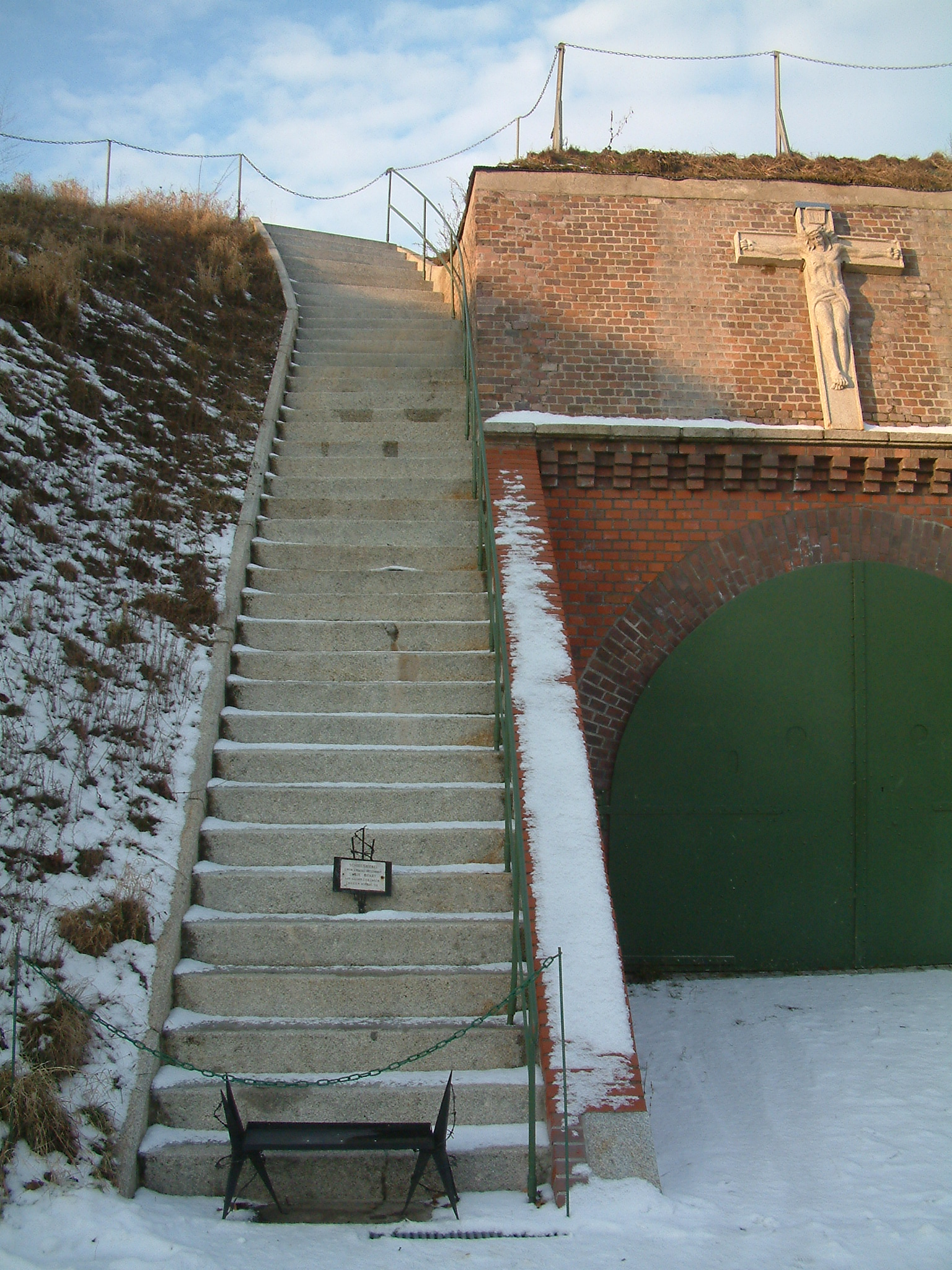
"Cầu thang tử thần"

Pháo đài VII được các tù nhân biết đến như một trại đặc biệt khắc nghiệt, một phần là do tỷ lệ cai ngục cao đối với tù nhân (khoảng một đến năm). Các tù nhân sống trong điều kiện chật chội, tối tăm, ẩm ướt và lạnh lẽo. Đôi khi 200-300 tù nhân bị giam trong một phòng giam có kích thước 20 x 5 mét. Các phòng giam của phụ nữ, nằm dưới mặt đất, đôi khi vẫn ngập nước đến đầu gối.

## Đóng cửa trại
Sau chiến tranh, tòa nhà được quân đội Ba Lan sử dụng làm kho chứa đồ. Kế hoạch đã được thực hiện vào năm 1976 để biến địa điểm này thành một bảo tàng để tưởng nhớ các nạn nhân của trại. Bảo tàng mở cửa vào ngày 13 tháng 8 năm 1979 và được gọi là Muzeum Martyrologii Wielkopolan Fort VII ("Bảo tàng Pháo đài VII của những liệt sĩ Wielkopolska").